# Marcello Melo Jr.
Marcello Melo Jr., właśc. Marcelo Araújo de Melo Junior (ur. 1 listopada 1987 w Nova Iguaçu) – brazylijski aktor, piosenkarz, autor tekstów piosenek, muzyk i model.

## Życiorys
Urodził się w Nova Iguaçu w stanie Rio de Janeiro. W wieku 7 lat zamieszkał z ojcem w Vidigal Hill, południowej strefie Rio de Janeiro.
W 1997, mając dziesięć lat związał się z grupą teatralną Nós do Morro. 1998 jako 11-latek trafił do Grupo Somos do Morro, a później zagrał kilka postaci w telewizji i kinie. Kolejnym etapem jego kariery były występy jako raper, piosenkarz, muzyk i kompozytor hip-hopowego zespołu „Melanina Carioca”.
Brał udział w najbardziej udanych produkcjach kina brazylijskiego jak Miasto Boga (2002) w reżyserii Fernando Meirellesa i Kátii Lund, Elitarni (2007) José Padilhy, Nie mam na imię Johnny (Meu Nome Não É Johnny, 2008) z Ângelo Paesem Leme czy Ostatni przystanek 174 (2008).

## Filmografia
| Rok     | Tytuł                                            | Rola                    |
| ------- | ------------------------------------------------ | ----------------------- |
| 2006–07 | Dowód miłości (Prova de Amor)                    | Ernesto                 |
| 2006    | Infolinia sprawiedliwości (Linha Direta Justiça) | Żołnierz Nelson Cunha   |
| 2006–07 | Mieszkają naprzeciwko (Vidas Opostas)            | Tato                    |
| 2007–08 | Miłość i intryga (Amor e Intrigas)               | Sérgio                  |
| 2009    | Prawo i przestępczość (A Lei e o Crime)          | Zica                    |
| 2009–10 | Chwytaj dzień (Viver a Vida)                     | Benedito Sampaio (Benê) |
| 2010–11 | Malhação                                         | Maicon                  |
| 2011    | Tijuca Querida                                   | Muralha                 |
| 2011–12 | A Vida da Gente                                  | Mathias                 |
| 2012–13 | Lado a Lado                                      | Caniço                  |
| 2013    | Sangue Bom                                       | Carlos                  |
| 2014    | Em Família                                       | Jairo                   |
| 2014    | Dança dos Famosos                                | Marcello Melo Jr.       |
| 2015    | Babilônia                                        |                         |

| Rok  | Tytuł                                          | Rola              |
| ---- | ---------------------------------------------- | ----------------- |
| 2002 | Miasto Boga (Cidade de Deus)                   | Pulguinha         |
| 2006 | Elitarni (Tropa de Elite)                      | Lombada           |
| 2007 | Nie mam na imię Johnny (Meu Nome Não É Johnny) | Marquinhos        |
| 2008 | Ostatni przystanek 174 (Última Parada 174)     | Alesandro         |
| 2010 | 5x Favela – Agora por Nós Mesmos               | Alex              |
| 2011 | Desenrola                                      | Hugo              |
| 2012 | Cidade de Deus – 10 Anos Depois                | Marcello Melo Jr. |
| 2013 | Mato sem Cachorro                              | Elson             |
| 2014 | Alemão                                         | Carlinhos         |